# Ruta 96 (Uruguay)
La ruta 96 de Uruguay comienza en la localidad de Villa Soriano y termina en la de Palo Solo, todo el trayecto se encuentra dentro del departamento de Soriano. A pocos kilómetros del inicio se interseca con la ruta 21 en la ciudad de Dolores, continúa en el extremo sur de ella y más adelante por la localidad de Cañada Nieto. Termina en el poblado de Palo Solo, en el km 63.